# Cardiomiopatia hipertrófica
Cardiomiopatia hipertrófica ou miocardiopatia hipertrófica  é uma doença do músculo cardíaco na qual uma porção do miocárdio (músculo do coração) está hipertrofiada (mais grosso) sem nenhuma causa óbvia, criando uma deficiência funcional do músculo cardíaco.
É uma doença cardíaca congênita, geralmente autossómica dominante, caracterizada por hipertrofia da parede livre do ventrículo esquerdo ou/e do septo ventricular assimétrica e de importante desarranjo das fibras musculares ventriculares, sem dilatação, na ausência de doença cardíaca ou sistémica que justifique a magnitude dessa hipertrofia como no caso de estenose aórtica, hipertiroidismo, entre outras.
É a principal causa de arritmia ventriculares em jovens atletas, podendo causar desmaios, infarto do miocárdio e morte súbita. A hipertrofia geralmente é septal e assimétrica, sendo obstrutiva em 25% dos casos.
Afeta 0,2% da população geral (2 em cada 1000 habitantes), sendo igualmente comum em homens e mulheres e podendo aparecer a qualquer idade.

## Causas
A causa geralmente é genética, por uma mutação autossômico dominante. Assim se um dos pais tem um gene de cardiomiopatia hipertrófica (e portanto é portador sintomático da doença) e o outro não tem nenhum (saudável) cada filho tem 50% de chance de também ter esta doença. Também pode ser autossômica recessiva, ou ter causa desconhecida.
Quem é diagnosticado com doença genética, deve informar seus familiares sanguíneos do risco de também terem a doença. A mutação genética mais característica é a que ocorre no gene das cadeias pesadas de miosina no cromossomo 14; canais e fluxo de cálcio anormais também são exemplos de alterações genéticas que podem levar ao desenvolvimento da miocardiopatia hipertrófica. Não há associação com doenças sistêmicas.

## Histopatologia
Miócitos com desarranjo acentuado (com um padrão espiralado característico) e desorganização dos feixes musculares maiores. Os ramos intramurais das coronárias apresentam sua parede espessada e sua luz reduzida (possíveis pequenas isquemias).

## Fisiopatologia
A hipertrofia acentuada é acompanhada de contratilidade aumentada (ventrículo hiperdinâmico, com função de bomba exagerada) e diminuição das dimensões da(s) cavidade(s). A distensibilidade diastólica diminuída gera um aumento das pressões de enchimento, provocando dispneia.
Em 25% dos pacientes, ocorre uma miocardiopatia hipertrófica obstrutiva, na qual a hipertrofia do septo, associada à “sucção” do folheto anterior da válvula mitral pelo vácuo provocado pela velocidade de saída do sangue, provocam uma obstrução subaórtica, com posterior sopro de ejeção aórtico.
Nos outros 75% dos casos, a patologia ocorre pela forma não obstrutiva, não ocorrendo sopros. Dor torácica do tipo anginosa ocorre com frequência, refletindo isquemia relativa do miocárdio por desbalanço entre oferta e procura (muita massa ativa para irrigar), associado a estreitamento da luz das coronárias intramurais, sem haver obstrução ou lesão focal nas artérias coronárias epicárdicas. A disfunção sistólica é rara, podendo ocorrer em pacientes terminais.

## Sinais e sintomas
Sua clínica é muito parecida ao quadro de estenose aórtica. Geralmente os sintomas começam entre os 20 a 40 anos e são caracterizada por:
- Falta de ar durante ou logo após atividade física (dispneia de esforço);
- Dor no peito durante ou logo após atividade física (angina estável);
- Desmaio (síncope cardiogênica), geralmente durante ou logo após esforços físicos;
- Palpitações
- Frequência cardíaca acelerada (Taquiarritmia ventricular).

Um grande número de portadores nunca são diagnosticados por acreditar que sua baixa tolerância a exercícios é por estar em má forma física. A baixa tolerância a exercícios aumenta a probabilidade de manter o sedentarismo.

## Diagnóstico
O exame físico pode ser próximo ao normal. Ictus discretamente proeminente; S4 (pela dificuldade de enchimento diastólico na fase de contração atrial); sopro ejetivo aórtico nos casos da forma obstrutiva; pode haver sopro de insuficiência mitral (pela sobrecarga sobre a válvula) – quando há os dois sopros acima citados, eles podem se somar e serem audíveis na borda esternal inferior esquerda. Esses sopros aumentam de intensidade com manobras que diminuam o tamanho do ventrículo (como vasodilatação, manobra de Valssalva e persistência em pé após agachamento).
Outros exames úteis incluem:
- Eletrocardiograma: mostra a hipertrofia ventricular (aumento da amplitude do complexo QRS) e as arritmias;
- Raio-x de tórax: detecta cardiomegalia e hipertensão pulmonar;
- Ecocardiograma: é o método realmente utilizado para o diagnóstico. Visualiza a clássica hipertrofia assimétrica septal e o Doppler permite a visualização dos gradientes.
- Cateterismo cardíaco: é realizado com frequência, quantificando a capacidade cardíaca. Principalmente em pacientes mais idosos, é utilizado para excluir a doença coronária coexistente.
- Teste de esforço na esteira: O ritmo cardíaco, pressão arterial e respiração são monitorados enquanto o paciente corre em uma esteira rolante. Mede a capacidade física e a intensidade dos sintomas.
- Análise genética: Para detectar a presença de mutações genéticas que causam essa doença. Pode ser feito nos familiares sem sintomas.

## Prognóstico
A doença pode ser mais grave dependendo dos genes afetados, e se há múltiplas mutações. Quanto mais tarde aparecem os sintomas melhor o prognóstico. A mortalidade anual é de 1% quando os sintomas aparecem na idade adulta e de 4% quando os sintomas começam na infância.
A miocardiopatia hipertrófica é a doença mais associada com arritmias (grande potencial arritmogênico), sendo a principal causa de morte súbita em jovens e atletas. Fatores de risco para “morte súbita” incluem pacientes jovens (menos de 35 anos), história prévia de desmaios, história familiar de morte súbita, isquemia miocárdica (angina), taquicardia ventricular (TV), obstrução de VSVE (via de saída do ventrículo esquerdo).

## Tratamento
A terapêutica é basicamente clínica, com o uso de medicamentos inotrópicos negativos (betabloqueadores ou bloqueadores dos canais de cálcio, (como o verapamil e diltiazem) e antiarrítmicos (como a amiodarona). A disospiramida é um antiarrítmico que também age como inotrópico negativo. Em casos graves pode ser recomendado a implantação de marca-passo ou cirurgia cardíaca para remover o excesso de músculo (miectomia).
Para os pacientes que não respondem ao tratamento clínico, passa-se para a cirurgia com coração aberto, que pode ser uma miectomia septal - em que se retira uma porção do septo para impedir a obstrução da via de saída, sendo que geralmente não há recidiva e o resultado clínico é muito bom - ou a alcoolização (ou esclerose) das artérias septais via cateterismo cardíaco, gerando o infarto e necrose da zona hipertrofiada drenada por aquelas artérias.
Além disso, para evitar a morte súbita, pode-se utilizar o desfibrilador automático implantado (ICD), um dispositivo que percebe a ocorrência de arritmias e imediatamente libera uma descarga elétrica, promovendo a organização dos estímulos elétricos e o fim da arritmia. Funciona como a cardioversão elétrica, porém com cargas menores. Esse dispositivo é muito mais eficiente que as medicações antiarrítmicas.

## Em animais
É a cardiomiopatia mais comum em gatos domésticos, especialmente os de raça, como o Maine Coon e o Ragdoll. Os sintomas e tratamento é similar aos da variedade humana.